# Kodiak (plaats)

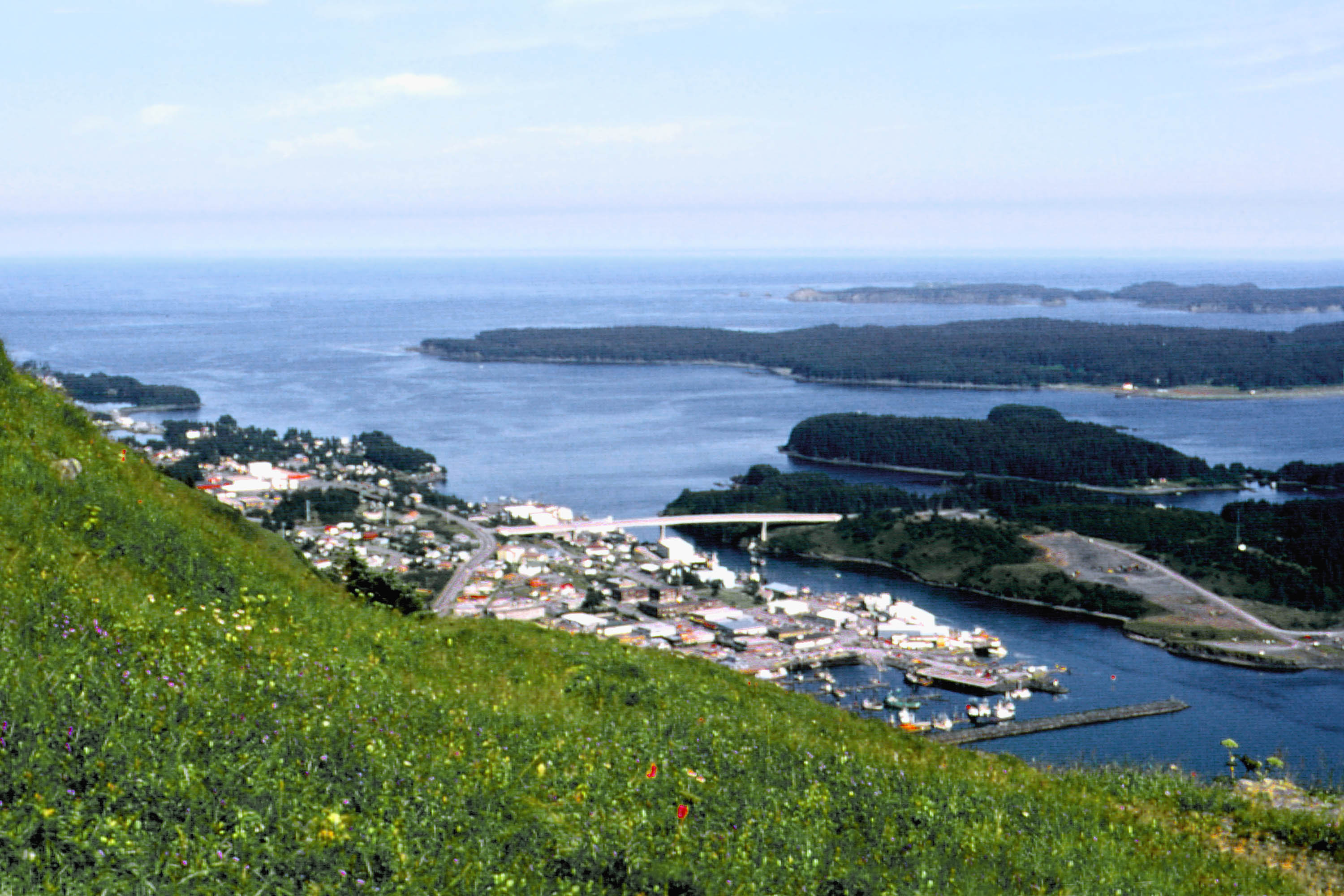
Uitzicht over Kodiak

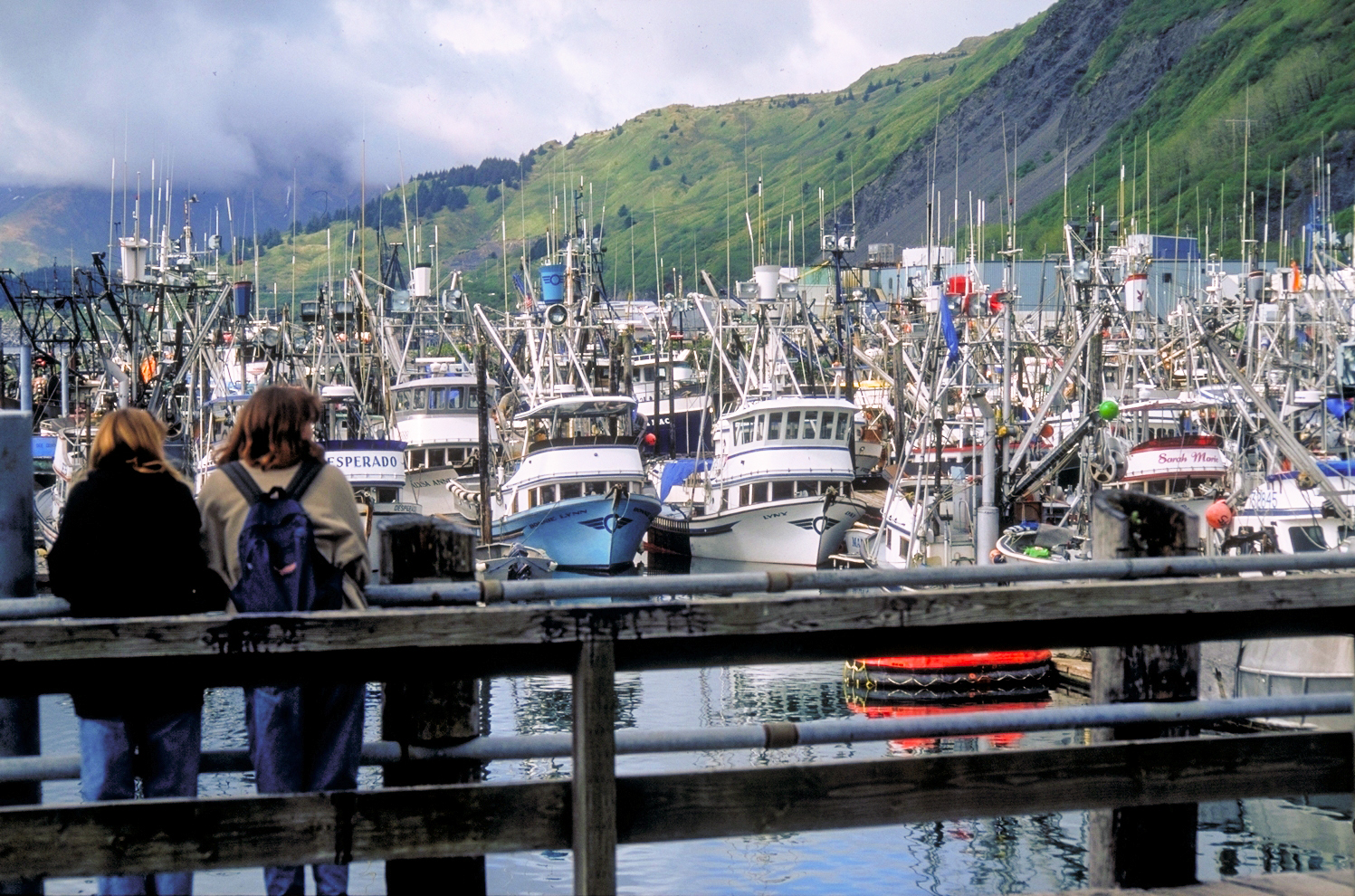
De haven van Kodiak

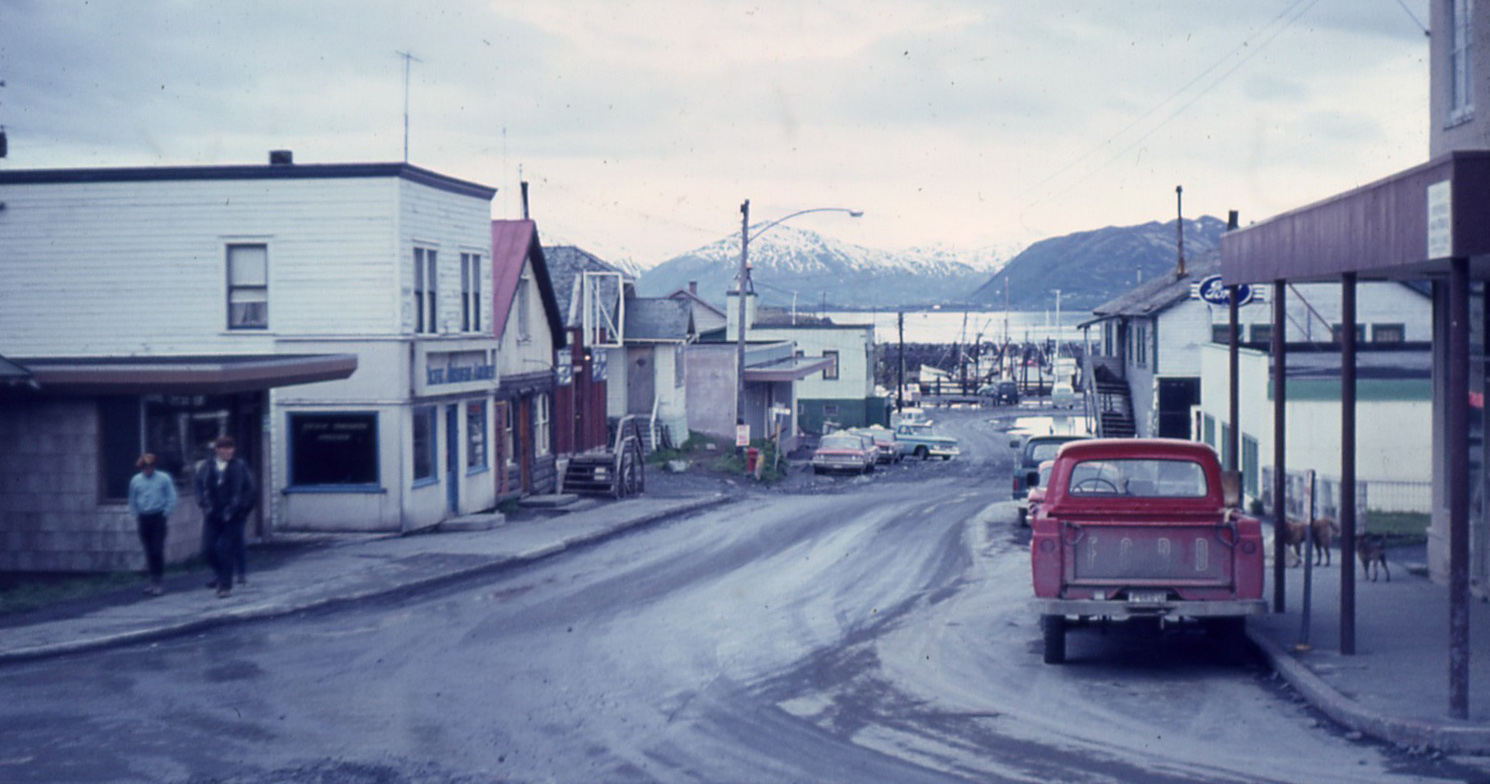
Kodiak anno 1965

Kodiak is een plaats (city) in de Amerikaanse staat Alaska, en valt bestuurlijk gezien onder Kodiak Island Borough.

## Geschiedenis
De plaats werd oorspronkelijk gesticht in 1784 als Tri Svjatelja ("drie heiligen") door de Russische handelaar Grigori Sjelichov aan de westzijde van het eiland aan de Three Saints-baai (latere Engelse vertaling van 'Tri Svjatelja'), die het naar zijn schip noemde. In 1792 werd door Aleksandr Baranov besloten de plaats te verplaatsen naar de oostzijde van het eiland en werd de plaats hernoemd tot Svjatelny Pavel ("Heilige Paulus"). De plaats vormde tot 1808 de hoofdstad van Russisch Amerika. De plaats werd overgedragen aan de Amerikanen in 1867 en later hernoemd tot Kodiak (Russisch: Кадьяк; Kadjak).

## Demografie
Bij de volkstelling in 2000 werd het aantal inwoners vastgesteld op 6.334.
In 2006 is het aantal inwoners door het United States Census Bureau geschat op 6.259, een daling van 75 (-1.2%).

## Geografie
Volgens het United States Census Bureau beslaat de plaats een oppervlakte van
12,6 km², waarvan 9,0 km² land en 3,6 km² water.

## Plaatsen in de nabije omgeving
De onderstaande figuur toont nabijgelegen plaatsen in een straal van 40 km rond Kodiak.

## Geboren
- Jason Everman, lid van de muziekgroep Nirvana